# Abbott și Costello la Hollywood
Abbott and Costello in Hollywood este un film de comedie american din 1945 regizat de S. Sylvan Simon. În rolurile principale joacă actorii Bud Abbott și Lou Costello.

## Actori
- Bud Abbott ca Buzz Kurtis
- Lou Costello ca Abercrombie
- Frances Rafferty ca Clarie Warren
- Bob Haymes ca Jeff Parker (ca Robert Stanton)
- Jean Porter ca Ruthie
- Warner Anderson ca Norman Royce
- Rags Ragland ca el însuși (ca 'Rags' Ragland)
- Mike Mazurki ca Klondike Pete
- Edgar Dearing ca First Studio Cop
- Marion Martin ca Miss Milbane
- Arthur Space ca Director